# Klippelův sloup (Bruntál)
Klippelův sloup je zděný omítaný sloup, který stojí ve městě Bruntál. Má podobu věžičky a stojí v zahradě jednoho z domů v Sadové ulici, na místě, kde byl za obléhání města Švédy zajat Wilhelm Eckershausen, známý jako Klippel, velmistr Řádu německých rytířů. Sloup byl postaven v první polovině 17. století a upraven v osmdesátých letech 19. století. Původně stál sloup v otevřené krajině, dnes stojí v zahradě jednoho z domů na kraji města.
Sloup je omítnutý a má tvar hranolu. Sloup je rozdělen na tři části, mezi nimiž jsou umístěny profilované římsy. Stojí na jednoduché podestě a jeho vrchol je ozdoben špičatou stříškou. Dolní část sloupu má výklenky, které jsou vyvedeny dovnitř lomenými oblouky. Střední část má nároží sloupu okosená do hranolu a zdobená kříži v štuku. Horní část sloupu je nesená čtyřmi menšími pilířky, které podpírají arkády. Ve výklencích sloupu byly kdysi umístěny kamenné desky s nápisy, z nichž zůstalo jen nečitelné torzo jedné z nich. 